# Sophie Lowe
Pour les articles homonymes, voir Lowe.
Ne doit pas être confondu avec Sophie Löwe.
Sophie Lowe, née le 5 juin 1990 à Sheffield au Royaume-Uni, est une actrice et autrice-compositrice-interprète australienne.

## Biographie

### Jeunesse et formation
Sophie Lowe naît à Sheffield dans le comté de Yorkshire au Royaume-Uni, de Ian et Anne Lowe (née Edwards). Sa mère est son agent personnel.
Elle déménage à l'âge de dix ans avec sa famille en Australie. A l'adolescence, elle entre à l'agence de mannequins Chadwick Models, mais préfère se consacrer à son rêve de devenir actrice.
Elle étudie ainsi l'art dramatique au McDonald College (en) à Sydney, dont elle sort diplômée en 2008.

### Carrière

#### Depuis 2005: carrière d'actrice

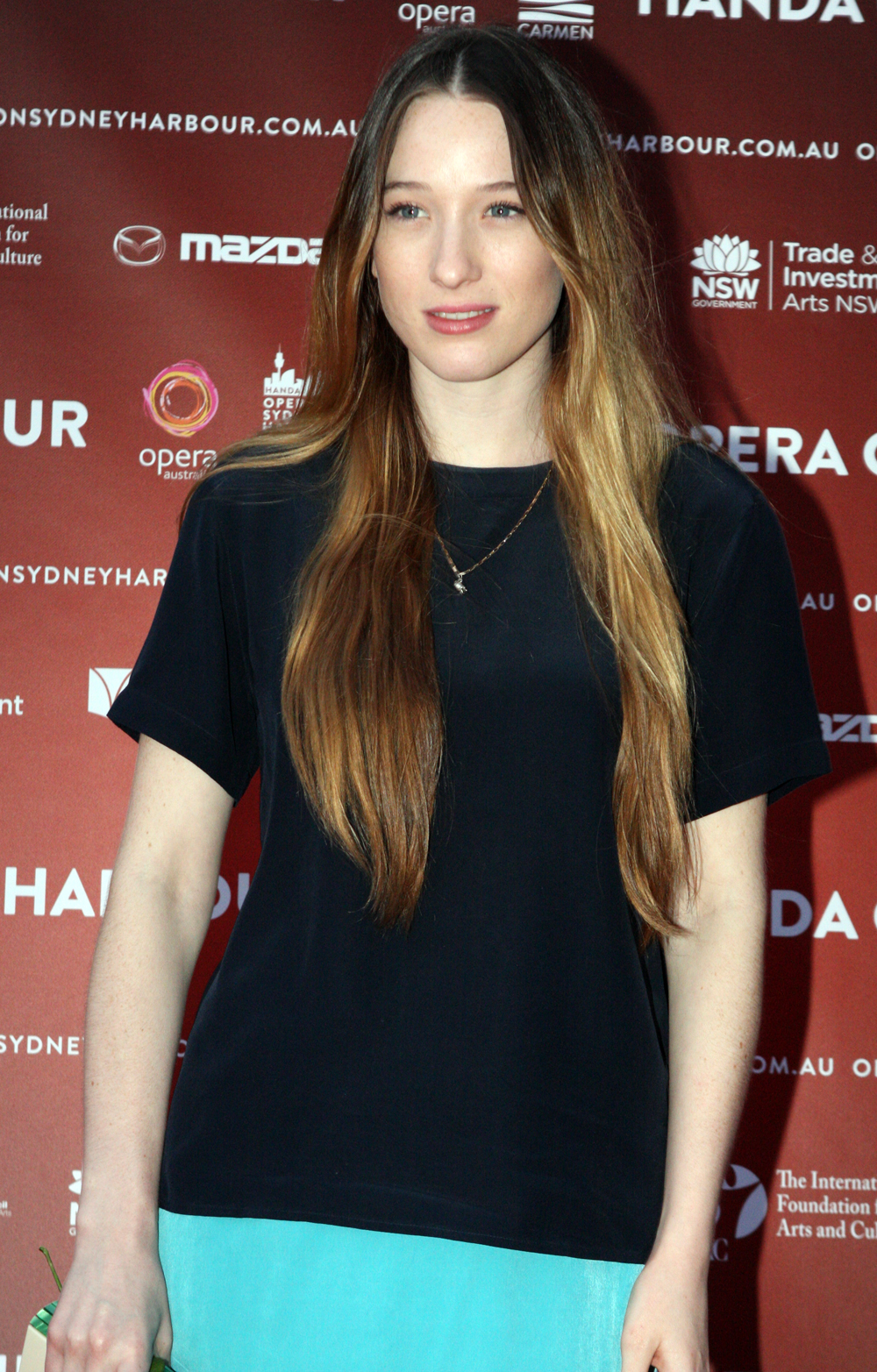
Sophie Lowe en 2013.

Les premiers pas d'actrice de Sophie Lowe se font dans un épisode de la série Backyard Science, puis trois courts métrages, Kindle, He. She. It. et The Mirage. Ce dernier a été présenté au Festival des films du monde de Montréal en 2008. Avant d'être diplômée du McDonald College (en), elle a tourné dans de nombreuses publicités australiennes. 
En 2009, elle obtient son premier rôle au cinéma dans le film dramatique Beautiful Kate (en). Pour ce rôle, elle a été nommée aux Australian Academy of Cinema and Television Arts Awards dans la catégorie « Meilleure Actrice ». L'année suivante, elle joue le rôle de Natalie dans le film Blame, qui obtient de nombreuses récompenses,.
En 2013, elle joue, co-écrit et co-dirige avec son ami Rhys Wakefield le court métrage A Man Walks Into a Bar. Le film est présenté au Tropfest. Elle interprète, la même année, le rôle de Petra dans The Philosophers et celui de Hannah dans le film Perfect Mothers.
Le 28 mars 2013, il est annoncé qu'elle interprétera le rôle d'Alice dans la série dérivée de Once Upon a Time. Cette série est diffusée entre le 10 octobre 2013 et le 3 avril 2014 sur le réseau ABC.
Le 2 juin 2014, elle est choisie pour jouer l'un des rôles principaux dans l'adaptation américaine de la série française Les Revenants de Fabrice Gobert. La série est diffusée entre le 9 mars 2015 et le 11 mai 2015 sur A&E.
En 2015, elle joue dans la série télévisée australienne The Beautiful Lie (en). En 2017, elle interprète le rôle d'Adeline Winter dans le film Waiting for the Miracle to Come, puis le rôle de Shelley dans le film dramatique réalisé par Priscilla Cameron The Butterfly Tree (en).
En 2016, elle joue dans le film Above Suspicion avec Emilia Clarke et Jack Huston. 
En 2018, elle joue dans la série télévisée australienne Romper Stomper (TV series) (en). La série sort sur la plateforme de streaming, Stan, le 1er janvier 2018.

#### Depuis 2015: Ses débuts dans la chanson
En plus de sa carrière d'actrice, Sophie Lowe commence en 2015 sa carrière d'auteur-compositrice-interprète, sous le pseudonyme de S.O.L.O. En 2015, elle sort son premier album nommé AP comportant les titres Dreaming et Pink Flower. Pour le clip de la chanson Dreaming, c'est son amie et ex-partenaire du film The Philosophers, Bonnie Wright, qui réalise le clip,.
Quelque temps après, elle abandonne son pseudonyme pour son nom original et, quelques mois plus tard, sort son deuxième album nommé AP 2, avec sept chansons.
En août 2016, elle sort un single intitulé Mean avec le groupe Twinkids. En octobre 2017, elle sort un titre intitulé Trust.

## Vie privée
Depuis 2018, elle fréquente le chanteur et musicien australien Vance Joy,.

## Filmographie

### Cinéma

#### Longs métrages
- 2009 : Beautiful Kate (en) de Rachel Ward : Kate Kendall
- 2009 : Blessed (en) de Ana Kokkinos : Katrina
- 2010 : Road Train de Dean Francis : Nina
- 2010 : The Clinic (en) de James Rabbitts : Allison
- 2010 : Blame de Michael Henry : Natalie
- 2013 : Perfect Mothers (Adore) d'Anne Fontaine : Hannah
- 2013 : The Philosophers (After the Dark) de John Huddles : Petra
- 2013 : Autumn Blood (en) de Markus Blunder : la fille
- 2015 : What Lola Wants de Rupert Glasson : Lola
- 2017 : Waiting for the Miracle to Come de Lian Lunson : Adeline Winter
- 2017 : The Butterfly Tree (en) de Priscilla Cameron : Shelley
- 2019 : Above Suspicion de Phillip Noyce : Kathy Putnam
- 2022 : Medieval de Petr Jakl : Katherine

Prochainement
- NC : Blow the Man Down de Bridget Savage Cole et Danielle Krudy : Priscilla Conolly

#### Courts métrages
- 2007 : Kindle de Erin White : Hayley
- 2008 : He. She. It. de John Alsop : Cassie
- 2008 : The Mirage de Leonie Savvides : Deb
- 2011 : Kiss de Alex Murawski : Kristy
- 2011 : Moth de Meryl Tankard : Heather
- 2013 : A Man Walks Into a Bar de Rhys Wakefield et d'elle-même : la femme
- 2015 : The Nightingale and the Rose de Del Kathryn Barton et Brendan Fletcher : la professeur de la fille
- 2016 : Love Yourself de Rene Hernandez : elle-même
- 2016 : Tricks de Melina Maraki : la fille

### Télévision

#### Séries télévisées
- 2005 : Backyard Science (en) : une jeune scientifique (1 épisode)
- 2009 : All Saints (TV series) (en) : Chloe (1 épisode)
- 2010 : Satisfaction : Kate (2 épisodes)
- 2011 : La Gifle (The Slap) (mini-série) : Connie (8 épisodes)
- 2013 : It's a Date (TV series) (en) : Vicky (1 épisode)
- 2013-2014 : Once Upon a Time in Wonderland : Alice (13 épisodes)
- 2015 : The Returned : Lena Winship (10 épisodes)
- 2015 : The Beautiful Lie (TV series) (en) (mini-série) : Kitty Ballantyne (6 épisodes)
- 2018 : Romper Stomper (TV series) (en) : Zoe (8 épisodes)

### Clip vidéo
- 2016 : Never Be Like You ft Kai de Flume

## Discographie

### Albums
- 2015 : AP
- 2015 : AP 2

### Singles
- 2011 : A Runner (bande son pour le film Road Train)
- 2015 : Dreaming
- 2015 : Understand
- 2015 : Pink Flowers
- 2016 : Breathe
- 2016 : Means
- 2017 : Trust
- 2018 : Taught You How To Feel

## Distinctions
| Année | Récompenses                      | Catégorie | Nomination          | Résultat   |
| ----- | -------------------------------- | --- | ------------------- | ---------- |
| 2009  | Australian Film Institute        | Best Lead Actress (Meilleure actrice pour un rôle principal) | Beautiful Kate (en) | Nomination |
| 2010  | Film Critics Circle of Australia | Best Supporting Actor - Female (Meilleure actrice dans un second rôle) | Beautiful Kate (en) | Nomination |
| 2010  | Screen Music Awards              | Best Original Song Composed for a Feature Film, Telemovie, TV Series or Mini-Series (Meilleure chanson originale composée pour un long métrage, un téléfilm, une série télé ou une mini-série) (partage avec Rafael May) | Road Train          | Nomination |